# 유하복
유하복(1969년 10월 29일 ~ )은 대한민국의 배우이다.

## 이력
1992년 연극배우 첫 데뷔하였다.

## 출연작

### 영화
- 《투캅스 3》 (1998년) - 편의점 도둑 1 역
- 《쉬리》 (1999년) - 경호원 역
- 《라》 (2003년) - 상자군인 역
- 《와일드 카드》 (2003년) - 황철구 역
- 《나비에 관한 은유》 (2006년)
- 《뷰티풀 선데이》 (2007년) - 감찰반 형사 2 역
- 《날아라 허동구》 (2007년) - 환자 남편 역
- 《사랑은 뇌를 타고》 (2007년)
- 《신기전》 (2008년) - 만강 역
- 《장례식의 멤버》 (2009년) - 우준기 역
- 《거북이 달린다》 (2009년) - 김 형사 역
- 《불안의 최전방》 (2009년)
- 《염》 (2009년)
- 《의형제》 (2010년) - 형사 1 역
- 《평행이론》 (2010년) - 프롤로그 형사 역
- 《원 나잇 스탠드》 (2010년) - 아내 직장상사 역
- 《황해》 (2010년) - 연변 택시 사장 역
- 《평양성》 (2011년) - (고구려)고구려 대신 1 역
- 《풍산개》 (2011년) - 북한간부 역
- 《미쓰GO》 (2012년) - 백 비서 역
- 《피에타》 (2012년) - 컨테이너남 역
- 《회사원》 (2012년) - 진채국 부장 역
- 《남쪽으로 튀어》 (2013년) - 중년남자 역
- 《동창생》 (2013년) - 북한간부 역
- 《변호인》 (2013년) - 보안사 대령 역
- 《9월이 지나면》 (2013년)
- 《집으로》 (2013년)
- 《번지점프》 (2013년)
- 《뒷산 코끼리》 (2013년)
- 《피끓는 청춘》 (2014년) - 최사장 역
- 《셔틀콕》 (2014년) - 부동산 역
- 《검은손》 (2015년) - 경찰서장 역
- 《검은손》 (2015년) - 경찰서장 역
- 《열정같은소리하고있네》 (2015년) - 차장 역
- 《글로리데이》 (2016년) - 두만 부 역
- 《파파좀비》 (2016년) - 유치원원장 역
- 《동네사람들》 (2018년) - 최서장 역
- 《미친사랑》 (2019년) - 장로 역
- 《전야》 (2021년) - 태창 역

### 드라마
- 《너희가 나라를 아느냐》 (2002년, MBC)
- 《특수사건 전담반 TEN 2》 (2013년, OCN) - 정남수 역
- 《낯선 사람》 (2013년, SBS)
- 《KBS 드라마 스페셜 - 칠흑》 (2014년, KBS2) - 형사반장 역
- 《화정》 (2015년, MBC) - 이괄 역
- 《송곳》 (2015년, JTBC)
- 《시그널》 (2016년, tvN) - 신동훈 역
- 《뱀파이어 탐정》 (2016년, OCN) - 강세호 / 최철호 역
- 《몬스터》 (2016년, MBC)
- 《옥중화》 (2016년, MBC)
- 《솔로몬의 위증》 (2016년, JTBC) - 교장 역
- 《역적 : 백성을 훔친 도적》 (2017년, MBC) - 신수근 역
- 《듀얼》 (2017년, OCN) - 한이사 역
- 《조작》 (2017년, SBS)
- 《무궁화 꽃이 피었습니다》 (2017년, KBS1) - 황필성 역
- 《황금빛 내 인생》 (2017년, KBS2) - 정명수 역
- 《쇼트》 (2018년, OCN) - 박훈 역
- 《이리와 안아줘》 (2018년, MBC)
- 《동네변호사 조들호 2: 죄와 벌》 (2019년, KBS2) - 김세훈 역
- 《더 뱅커》 (2019년, MBC)
- 《이몽》  (2019년, MBC) - 김구 역
- 《보좌관 - 세상을 움직이는 사람들》 (2019년, JTBC) - 박종길 역
- 《저스티스》 (2019년, KBS2)
- 《어쩌다 발견한 하루》 (2019년, MBC) - 오재벌 역
- 《검사내전》 (2019년, JTBC) - 정윤호 역
- 《메모리스트》 (2020년, tvN) - 조성동 역
- 《징크스의 연인》 (2022년, KBS2) - 고씨 역
- 《인사이더》 (2022년, JTBC) - 김정규 역